# Partido Nacional Unionista Progresista
El Partido Nacional Unionista Progresista (en árabe: Hizb Al-Tagammu' Al-Watani Al-Taqadomi Al-Wahdawi حزب التجمع الوطني التقدمي الوحدوي, comúnmente llamado Tagammu) es un partido político socialista democrático de Egipto. Este partido es considerado como defensor de los principios de la Revolución de Egipto de 1952. LLama a la resistencia en contra de los intentos de revertir las conquistas sociales de la Revolución de 1952 para los trabajadores, los pobres y otros grupos de bajos ingresos.
Se desarrolló en el contexto de la diferenciación, a partir de 1974, de la Unión Socialista Árabe en tres plataformas políticas (derecha, centro, izquierda). Representaba a la tendencia de izquierda, liderada por el miembro del Movimiento de Oficiales Libres, Khaled Mohieddin.
El partido boicoteó las primeras elecciones presidenciales competitivas en 2005. En las elecciones parlamentarias de noviembre de 2010, el partido obtuvo 5 de 518 mandatos.
Concurrió a las elecciones parlamentarias de 2011, celebradas tras la caída del gobierno de Hosni Mubarak, dentro de la coalición denominada Bloque Egipcio, junto con otros dos partidos laicos. La coalición obtuvo un total de 35 de los 508 escaños de la cámara baja, cuatro de los cuales eran del Tagammu.

## Plataforma
- Rechazo del extremismo religioso.
- Fortalecimiento de la ciudadanía egipcia.
- Término del monopolio estatal de los medios de comunicación.
- Concientización en materias del medio ambiente.
- Desarrollo de la industria egipcia.

## Figuras destacadas
- Khaled Mohieddin - Fundador del partido, expresidente, miembro Consejo de Comando Revolucionario (Egipto).
- Mohamed Refaat El-Saeed - Actual presidente.